# Kabelstraßenbahn

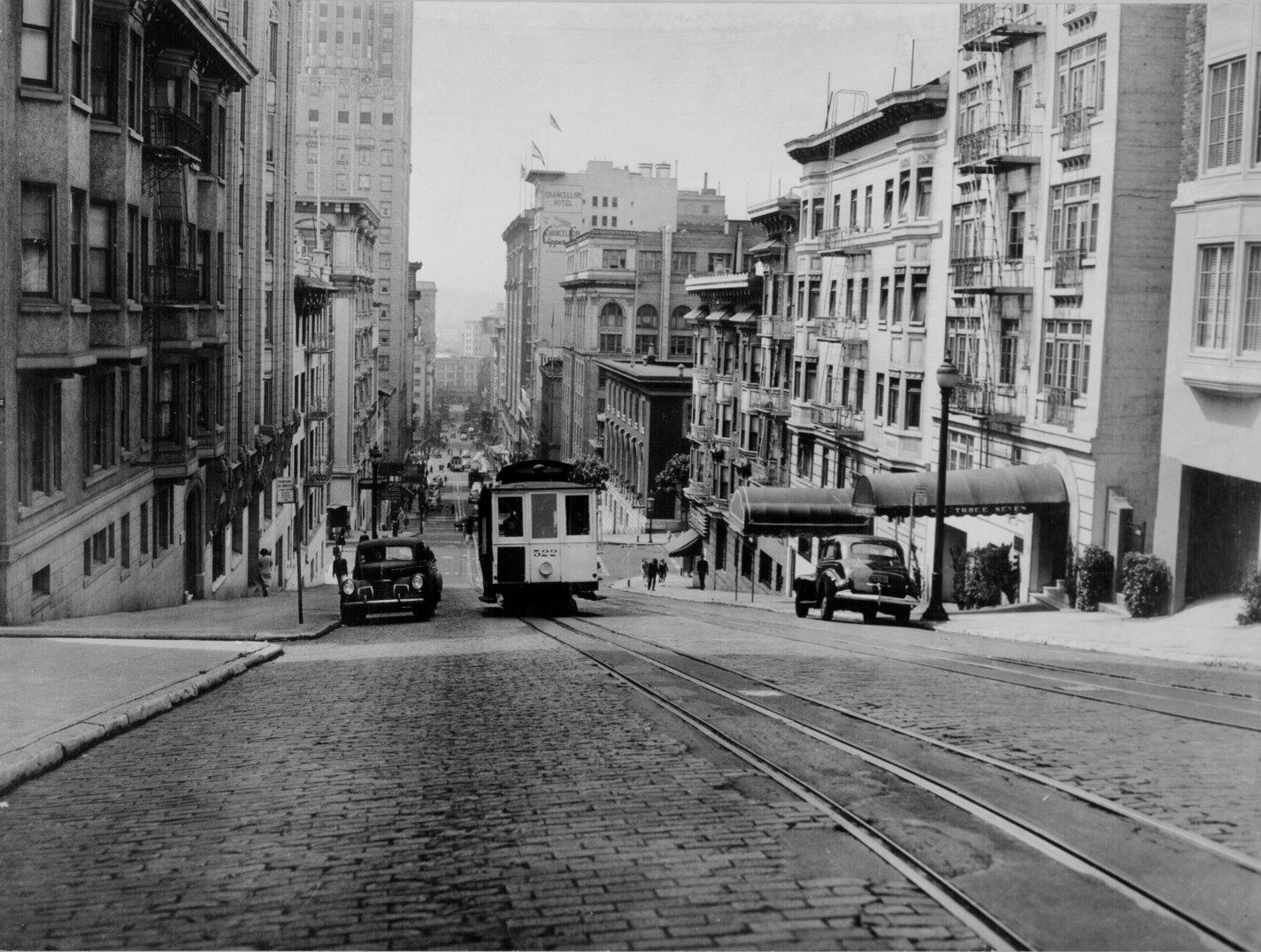
Kabelbahn in San Francisco (1945)

Eine Kabelstraßenbahn, Kabelbahn oder Straßenseilbahn ist eine Seilbahn auf Schienen, deren Wagen nicht ständig mit dem Seil verbunden sind, sondern von einem stetig umlaufenden Seil gezogen werden, sobald sie sich mit diesem verbinden. Im Gegensatz dazu sind die Wagen von Standseilbahnen, die paarweise verkehren, fest mit dem Zugseil verbunden, um ein Gleichgewicht ihrer Massen herzustellen und so die Zuglast auf die Nutzlast zu begrenzen.

## Geschichte und Verbreitung

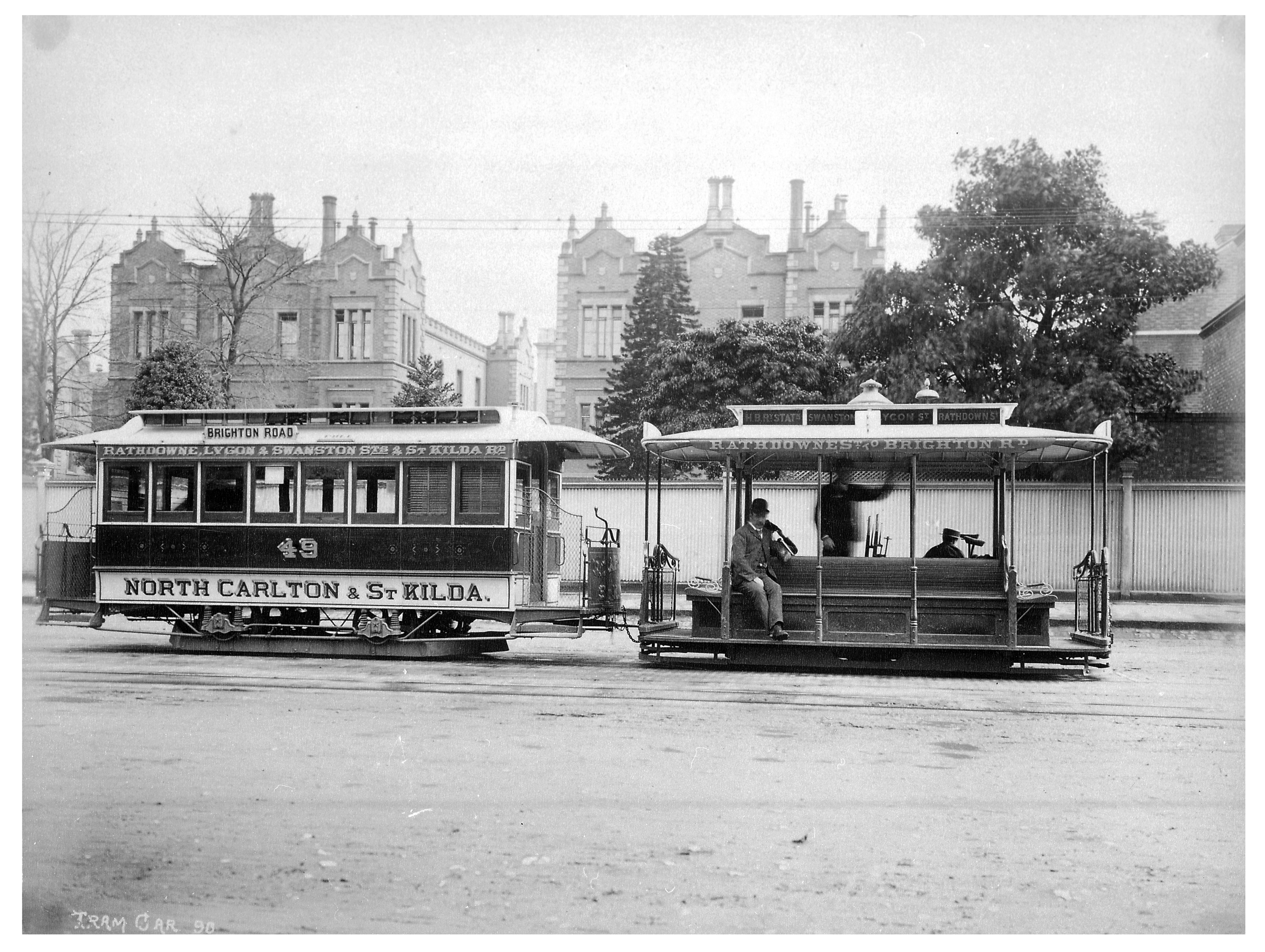
Bei der Straßenbahn Melbourne zogen sogenannte Dummies, die mit dem Zugseil verbunden waren, gewöhnliche Beiwagen hinter sich her

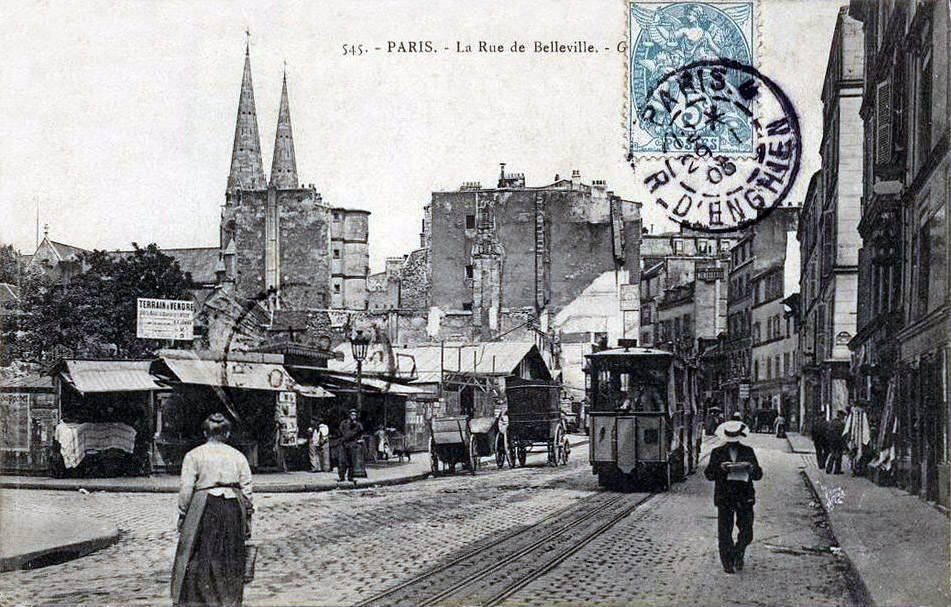
Die schmalspurige Kabelstraßenbahn Belleville in Paris wurde eingleisig mit Ausweichen angelegt

Kabelbahnen entstanden vor elektrischen Straßenbahnen, zur Ablösung der Pferdebahnen, und wurden ursprünglich durch Dampfmaschinen angetrieben. In den Vereinigten Staaten überbrückten Kabelbahnen in einigen größeren Städten den Zeitraum gesteigerten Stadtverkehrs am Ende des 19. Jahrhunderts. Um 1890 herum bestanden dort circa 800 Kilometer Kabelstraßenbahnstrecken. In Europa wurden derartige Strecken nur in wenigen Städten errichtet, beispielsweise in London, Edinburgh, Lissabon und Paris. In Zürich bestanden 1886 Pläne zum Bau einer Kabelstraßenbahn als zweite Sektion der Zürichbergbahn, die aber zugunsten der elektrischen Straßenbahn aufgegeben wurden.
Die meisten Kabelstraßenbahnbetriebe wurden nach wenigen Jahren auf elektrischen Betrieb mit Oberleitung umgestellt. Die Pariser Kabelstraßenbahn Belleville war zwischen 1891 und 1924 in Betrieb. Als eine der letzten Kabelstraßenbahnen in Europa wurde die Kabelstraßenbahn Douglas auf der Isle of Man 1929 eingestellt. Im australischen Melbourne wurde die letzte Kabelbahnstrecke im Oktober 1940 auf Oberleitungsbetrieb umgestellt.
Weltweit gibt es nur noch eine Kabelbahn dieser Art im kalifornischen San Francisco, wo drei Linien der San Francisco Cable Cars verkehren. Die Fahrzeuge sind mit dem unter der Straße laufenden Umlaufseil kuppelbar. Bei ihrer Errichtung wurde das Seil noch nicht elektrisch, sondern durch Dampfmaschinen angetrieben.
In Schottland wurde darüber hinaus mit der Glasgow Subway zwischen 1896 und 1935 auch eine U-Bahn als Kabelbahn betrieben.

## Verwandte Systeme

### People Mover
Zu den klassischen Kabelbahnen des späten 19. Jahrhunderts haben sich im späten 20. Jahrhundert neue kabelgetriebene Bahnsysteme entwickelt – die seilgezogenen Kabinen- oder Gondelbahnen für den städtischen Personennahverkehr sind meist wie Standseilbahnen fix an das Seil gekuppelt, es gibt aber auch Triebkonzepte wie bei der MiniMetro, deren Fahrzeuge mit dem Umlaufseil kuppelbar sind.

### Standseilbahnen im Straßenverlauf

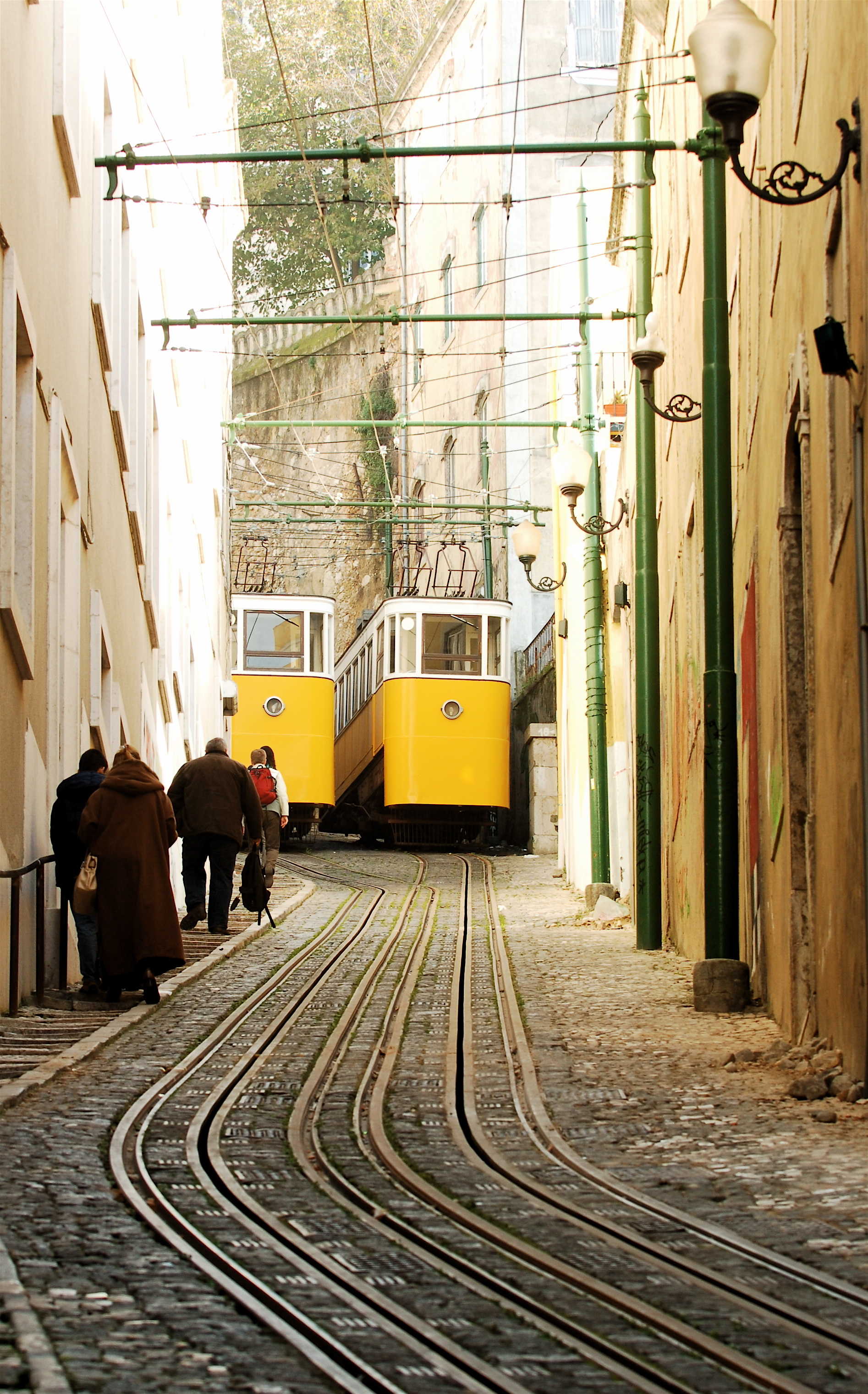
Standseilbahn Ascensor do Lavra in Lissabon

In einigen Fällen wurde in sehr steilen Straßenabschnitten in Städten Standseilbahnen eingerichtet, deren äußeres Erscheinungsbild an Kabelbahnen erinnert, deren Fahrzeuge aber fest mit dem Seil verbunden sind. In zwei Städten sind solche Bahnen noch im Betrieb:
- Llandudno (Wales, Großbritannien), Great Orme Tramway
Die Great Orme Tramway von Llandudno besteht aus zwei Standseilbahnen; dabei hat die obere Bahn ein freiliegendes Seil wie die meisten Bergbahnen, bei der unteren Bahn verläuft das Zugseil unter der Fahrbahndecke und bewirkt den Eindruck eines Straßenbahnbetriebes. Wegen der Rillenschienen laufen die Wagen auf Regelradsätzen. Deshalb gibt es keine Abtschen Weichen.
- Lissabon (Portugal), mehrere Linien der Standseilbahnen in Lissabon
Die Seile der drei noch betriebenen Standseilbahnen liegen in Kanälen unter dem Straßenpflaster. Bei den Elevadores do Lavra und da Glória wird das Seil der gegenläufigen Fahrzeuge nicht von einer Fördermaschine in der Bergstation angetrieben, sondern dient nur dem Massenausgleich zwischen dem berg- und talfahrenden Wagen. Der Antrieb erfolgt wie bei Adhäsionsstraßenbahnwagen durch Fahrmotoren in den Fahrzeugen. Durch die geschlossene Fahrbahndecke und die Oberleitungen entsteht der Eindruck einer Straßenbahn, die die starke Neigung überwinden kann. Die Radsätze der Wagen aller drei Bahnen sind ebenfalls reguläre Straßenbahnradsätze, die auf Rillenschienenoberbau laufen. Jeder Wagen läuft auf einem eigenen Gleis, außerhalb der Begegnungsstellen bestehen Gleisverschlingungen. Reguläre Zangenbremsen sind ebenfalls nicht verwendbar, die Fangbremsen wirken auf den Zugseilkanal.